# Sofia Manzano
 (mars 2025).
Sofia Pádua Manzano, née le 19 mai 1971 à São Paulo (Brésil), est une économiste et femme politique brésilienne.
Elle représente le Parti communiste brésilien (PCB) aux élections présidentielles de 2014 et de 2022, d'abord comme candidate à la vice-présidence de la république (obtenant 0,05 % des voix), puis comme candidate à sa présidence (obtenant 0,04 % des voix).